# Американская кунья акула
Американская кунья акула, или американская собачья акула (лат. Mustelus canis) — вид хрящевых рыб рода обыкновенных куньих акул семейства куньих акул отряда кархаринообразных. Обитает в западной части Атлантического океана. Размножается плацентарным живорождением. Максимальная зафиксированная длина 150 см. Опасности для человека не представляет. Рацион состоит в основном из ракообразных. Мясо этих акул употребляют в пищу.

## Таксономия
Впервые вид научно описан в 1815 году. Паратипы: самка длиной 33 см, пойманная в 1952 году во Флоридском проливе, Багамские острова, на глубине 300 м; самка длиной 59,5 см, пойманная в 1966 году на Багамских островах на глубине 213 м; самка длиной 87,5, пойманная во Флоридском проливе на глубине 36 м в 1966 году и самка длиной 74,6 см, пойманная у берегов острова Барбадос на глубине 137 м в 1969 году.

## Ареал
Американские куньи акулы обитают в западной части Атлантического океана от Массачусетса до Флориды, США, в северной части Мексиканского залива, включая прибрежные воды Кубы, Ямайки, Барбадоса, Бермудских и Багамских островов, на южном побережье Бразилии и севере Аргентины. Существует несколько популяций, которые практически не пересекаются друг с другом. Эти донные акулы встречаются на континентальном и островном шельфе и в верхней части материкового склона на глубине не более 200 м.

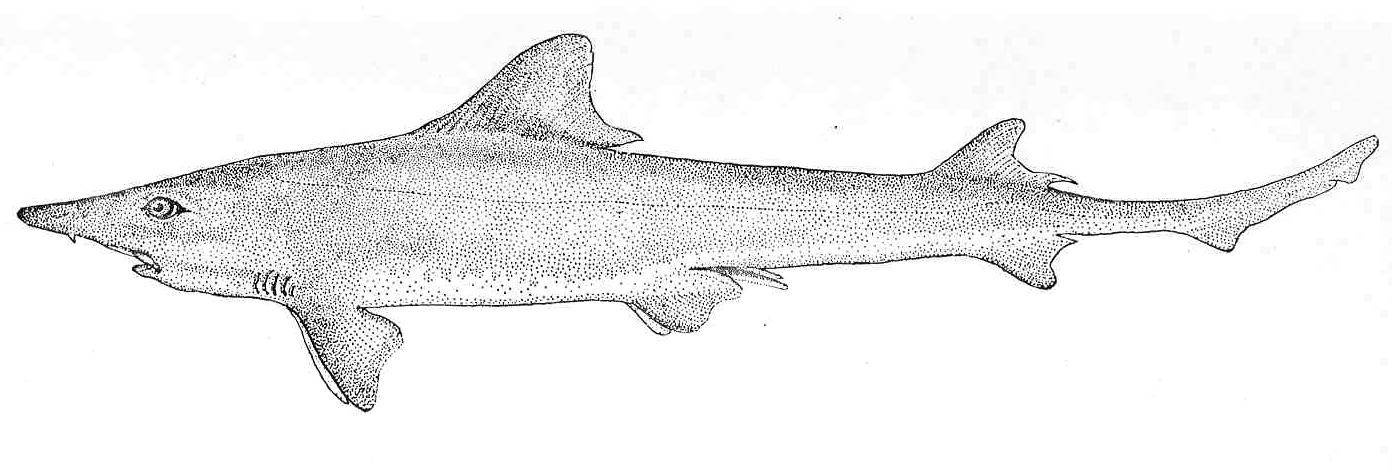

## Описание
У американских куньих акул довольно стройное тело с короткой головой. Расстояние от кончика морды до основания грудных плавников составляет от 17 % до 21 % от общей длины тела. Овальные крупные глаза вытянуты по горизонтали. По углам короткого рта имеются губные борозды. Верхние губные борозды немного длиннее нижних. Короткие, тупые, асимметричные зубы оснащены центральным остриём, дополнительные зубцы отсутствуют. Расстояние между спинными плавниками составляет 16—23 % от длины тела. Грудные плавники среднего размера, длина переднего края составляет 11—16 %, а заднего края 8—14 % от общей длины соответственно. Длина переднего края брюшных плавников составляет 6,6—8,6 % от общей длины тела. Высота анального плавника равна 2,5—4,5 % от общей длины. Первый спинной плавник больше второго спинного плавника. Его основание расположено позади основания грудных плавников. Основание второго спинного плавника находится перед основанием анального плавника. Анальный плавник меньше обоих спинных плавников. У края верхней лопасти хвостового плавника имеется вентральная выемка. Окрас ровного серого цвета без отметин. Максимальный зафиксированный размер 150 см.

## Биология
Этот вид размножается плацентарным живорождением, эмбрион также питается желтком. В помёте от 4 до 20 новорожденных, в среднем от 10 до 20. Популяция, обитающая в северной Атлантике имеет годичный цикл репродукции, спаривание происходит с середины до конца лета. Беременность длится около 10 месяцев. Новорожденные появляются на свет с начала мая до середины июля. Самки американских куньих акул североатлантической популяции достигают половой зрелости при длине 102 см, а самцы около 84 см. Длина новорожденных около 28—39 см. Эти акулы совершают сезонные миграции, следуя за изменениями температуры воды. Они зимуют между Чесапикским заливом и Северной Каролиной. Ранней весной они отправляются на летние места обитания, расположенные между Делавэрским заливом и Кейп-Кодом.
Это очень подвижный хищник, который активно патрулирует дно. У американских куньих акул плоские и низкие зубы, приспособленные скорее дробить, чем рвать добычу. Их рацион в основном составляют ракообразные, в меньшей степени небольшие костистые рыбы, такие как менхэден, колюшка, губан, морской карась и иглобрюх, брюхоногие и двустворчатые моллюски, а также полихеты и другие кольчатые черви. Иногда в желудках американских куньих акул находят мусор.

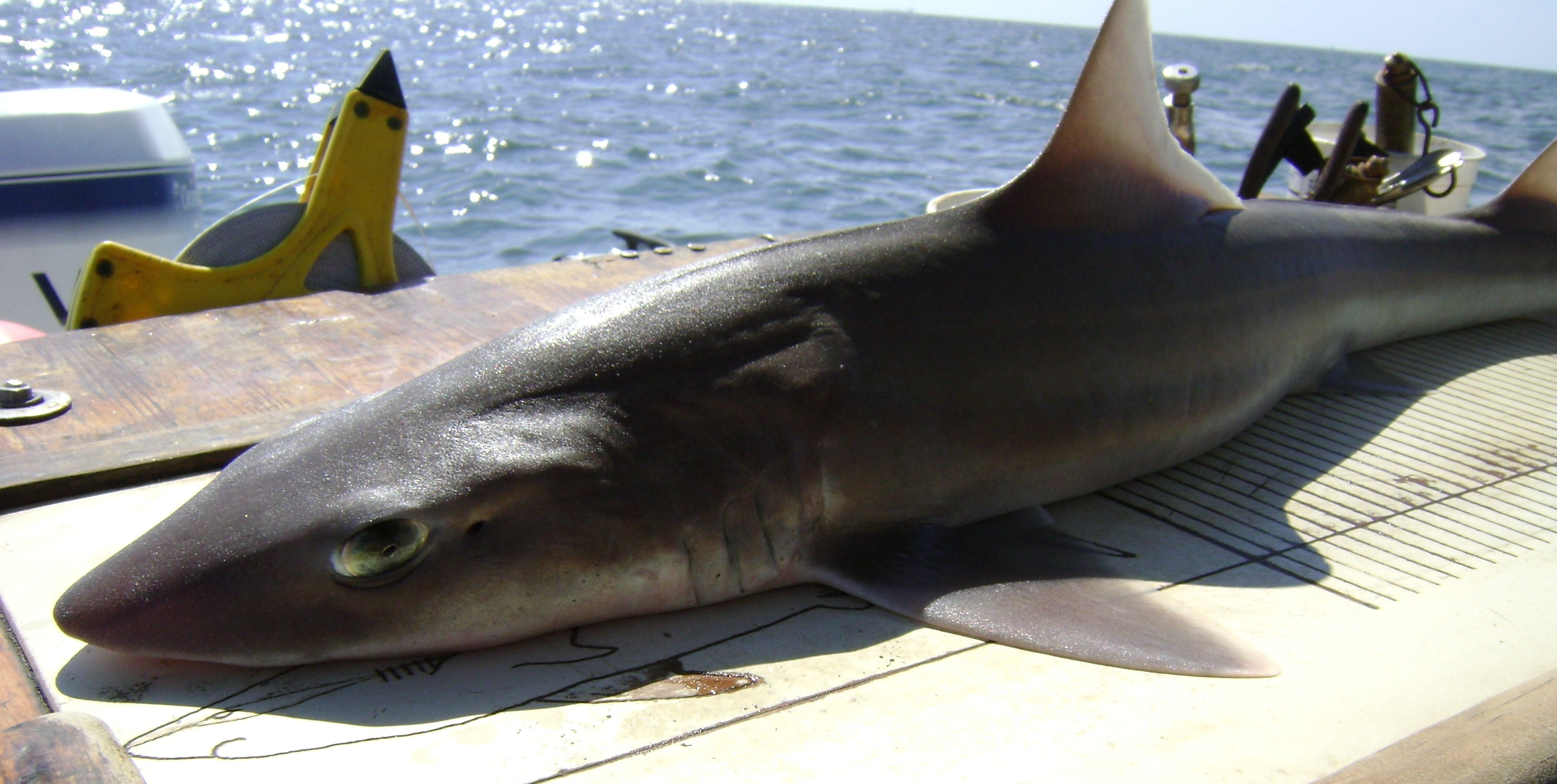

## Взаимодействие с человеком
Не представляет опасности для человека. Исторически мясо этих акул не употребляли в пищу, их ловили для изготовления чучел для коллекционеров и школьных классов. Есть данные, что американских куньих акул ловят у берегов Кубы, Венесуэлы и Бразилии с помощью ярусов и донных тралов. Пойманных акул используют в качестве источника пищи. Недавно начался целевой промысел этих акул на восточном побережье Виргинии и Северной Каролины. Международный союз охраны природы присвоил этому виду статус «Близкий к угрожающему положению».